# Grande Prêmio da França de 1991
Resultados do Grande Prêmio da França de Fórmula 1 realizado em Magny-Cours em 7 de julho de 1991. Sétima etapa do campeonato, foi vencido pelo britânico Nigel Mansell, da Williams-Renault, com Alain Prost em segundo pela Ferrari e Ayrton Senna em terceiro pela McLaren-Honda.

## Resumo
Primeiro ano no circuito de Magny-Cours. Estreia do novo carro da Ferrari com o modelo 643. Mesmo tendo liderado por 30 voltas na nova pista francesa com o novo carro, Alain Prost não teve como segurar o ritmo do Williams de Nigel Mansell, que conquistou a primeira vitória no ano.
A F1 chegou ao circuito de Magny-Cours para a realização da sétima etapa. Nos treinos, Riccardo Patrese fez a sua terceira pole seguida, seguido de Alain Prost que estreava seu novo modelo da Ferrari, Ayrton Senna, Nigel Mansell, Gerhard Berger e Jean Alesi. Nelson Piquet largou em sétimo, Roberto Moreno em oitavo e Maurício Gugelmin conquistou sua melhor posição de grid, largando em nono.
Na largada, Patrese patinou e Alain Prost assumiu a ponta, seguido de Mansell, Senna, Alesi, Berger e Piquet. Na volta 7, Berger abandonou com problemas no motor, era o quarto abandono seguido do austríaco. Prost era muito pressionado por Mansell e suportou a pressão até a volta 22, ao ser ultrapassado por fora pelo Leão. Senna era o terceiro mas sempre tendo Jean Alesi no seu encalço. Na volta 32, começou as paradas para troca de pneus, Nigel Mansell foi o primeiro a parar e voltou em terceiro, depois foi a vez de Ayrton Senna ir ao box e voltou em quarto. Alain Prost parou na volta 34, e voltou na liderança. Após as paradas, os 6 primeiros eram, Prost, Mansell, Senna, Alesi, Piquet e Patrese. Na volta 55, Prost foi novamente ultrapassado por Mansell, só que desta vez por dentro na curva Adelaide. Depois disso, Nigel Mansell seguiu tranquilo até a bandeirada final e conquistou sua primeira vitória na temporada. Alain Prost terminou em segundo, Ayrton Senna conseguiu suportar a pressão de Jean Alesi e completou o pódio. Alesi foi o quarto, Patrese o quinto e Andrea de Cesaris completou a zona de pontuação. Maurício Gugelmin fez a sua melhor corrida na temporada e terminou em sétimo, seguido de Nelson Piquet. Roberto Moreno abandonou a 9 voltas do fim com problemas físicos.
Após sete corridas, Senna segue líder do campeonato com 48 pontos, 25 a frente de Mansell. Patrese tem 22 pontos, Prost 17 e Piquet 16.

## Classificação da corrida

### Pré-classificação
| Pos. | Nº | Piloto             | Construtor        | Tempo    | Dif.    |
| ---- | -- | ------------------ | ----------------- | -------- | ------- |
| 1    | 33 | Andrea de Cesaris  | Jordan-Ford       | 1:19.729 | —       |
| 2    | 22 | J. J. Lehto        | Dallara-Judd      | 1:20.172 | + 0.443 |
| 3    | 14 | Olivier Grouillard | Fondmetal-Ford    | 1:20.227 | + 0.498 |
| 4    | 32 | Bertrand Gachot    | Jordan-Ford       | 1:20.309 | + 0.580 |
| 5    | 21 | Emanuele Pirro     | Dallara-Judd      | 1:20.539 | + 0.810 |
| 6    | 34 | Nicola Larini      | Lambo-Lamborghini | 1:20.628 | + 0.899 |
| 7    | 35 | Eric van de Poele  | Lambo-Lamborghini | 1:21.304 | + 1.575 |
| 8    | 31 | Pedro Chaves       | Coloni-Ford       | 1:22.229 | + 2.500 |

### Treinos
| Pos.    | Nº | Piloto             | Construtor         | Q1       | Q2       | Dif.    |
| ------- | -- | ------------------ | ------------------ | -------- | -------- | ------- |
| 1       | 6  | Riccardo Patrese   | Williams-Renault   | 1:17.472 | 1:14.559 | —       |
| 2       | 27 | Alain Prost        | Ferrari            | 1:17.386 | 1:14.789 | + 0.230 |
| 3       | 1  | Ayrton Senna       | McLaren-Honda      | 1:16.557 | 1:14.857 | + 0.298 |
| 4       | 5  | Nigel Mansell      | Williams-Renault   | 1:17.095 | 1:14.895 | + 0.336 |
| 5       | 2  | Gerhard Berger     | McLaren-Honda      | 1:18.087 | 1:15.376 | + 0.817 |
| 6       | 28 | Jean Alesi         | Ferrari            | 1:17.303 | 1:15.877 | + 1.318 |
| 7       | 20 | Nelson Piquet      | Benetton-Ford      | 1:20.449 | 1:16.816 | + 2.257 |
| 8       | 19 | Roberto Moreno     | Benetton-Ford      | 1:19.711 | 1:16.961 | + 2.402 |
| 9       | 15 | Maurício Gugelmin  | Leyton House-Ilmor | 1:19.728 | 1:17.015 | + 2.456 |
| 10      | 24 | Gianni Morbidelli  | Minardi-Ferrari    | 1:20.635 | 1:17.020 | + 2.461 |
| 11      | 4  | Stefano Modena     | Tyrrell-Honda      | 1:19.530 | 1:17.114 | + 2.555 |
| 12      | 23 | Pierluigi Martini  | Minardi-Ferrari    | 1:19.426 | 1:17.149 | + 2.590 |
| 13      | 33 | Andrea de Cesaris  | Jordan-Ford        | 1:20.097 | 1:17.163 | + 2.604 |
| 14      | 26 | Erik Comas         | Ligier-Lamborghini | 1:20.427 | 1:17.504 | + 2.945 |
| 15      | 16 | Ivan Capelli       | Leyton House-Ilmor | 1:19.555 | 1:17.533 | + 2.974 |
| 16      | 25 | Thierry Boutsen    | Ligier-Lamborghini | 1:19.187 | 1:17.775 | + 3.216 |
| 17      | 8  | Mark Blundell      | Brabham-Yamaha     | 1:22.277 | 1:17.836 | + 3.277 |
| 18      | 3  | Satoru Nakajima    | Tyrrell-Honda      | 1:21.020 | 1:18.144 | + 3.585 |
| 19      | 32 | Bertrand Gachot    | Jordan-Ford        | 1:20.374 | 1:18.150 | + 3.591 |
| 20      | 12 | Johnny Herbert     | Lotus-Judd         | 1:21.230 | 1:18.185 | + 3.626 |
| 21      | 14 | Olivier Grouillard | Fondmetal-Ford     | 1:20.640 | 1:18.210 | + 3.651 |
| 22      | 30 | Aguri Suzuki       | Lola-Ford          | 1:22.058 | 1:18.224 | + 3.665 |
| 23      | 29 | Eric Bernard       | Lola-Ford          | 1:21.613 | 1:18.540 | + 3.981 |
| 24      | 7  | Martin Brundle     | Brabham-Yamaha     | 1:20.999 | 1:18.826 | + 4.267 |
| 25      | 9  | Michele Alboreto   | Footwork-Ford      | 1:21.966 | 1:18.846 | + 4.287 |
| 26      | 22 | J. J. Lehto        | Dallara-Judd       | 1:21.323 | 1:19.267 | + 4.708 |
| 27      | 11 | Mika Häkkinen      | Lotus-Judd         | 1:22.274 | 1:19.491 | + 4.932 |
| 28      | 18 | Fabrizio Barbazza  | AGS-Ford           | 1:22.319 | 1:20.110 | + 5.551 |
| 29      | 17 | Gabriele Tarquini  | AGS-Ford           | 1:22.737 | 1:20.262 | + 5.703 |
| 30      | 10 | Stefan Johansson   | Footwork-Ford      | 1:24.114 | 1:21.000 | + 6.441 |
| Fontes: |    |                    |                    |          |          |         |

### Corrida
| Pos.    | Nº | Piloto             | Construtor         | Voltas              | Tempo/Diferença     | Grid                | Pontos              |
| ------- | -- | ------------------ | ------------------ | ------------------- | ------------------- | ------------------- | ------------------- |
| 1       | 5  | Nigel Mansell      | Williams-Renault   | 72                  | 1:38:00.056         | 4                   | 10                  |
| 2       | 27 | Alain Prost        | Ferrari            | 72                  | + 5.003             | 2                   | 6                   |
| 3       | 1  | Ayrton Senna       | McLaren-Honda      | 72                  | + 34.934            | 3                   | 4                   |
| 4       | 28 | Jean Alesi         | Ferrari            | 72                  | + 35.920            | 6                   | 3                   |
| 5       | 6  | Riccardo Patrese   | Williams-Renault   | 71                  | + 1 volta           | 1                   | 2                   |
| 6       | 33 | Andrea de Cesaris  | Jordan-Ford        | 71                  | + 1 volta           | 13                  | 1                   |
| 7       | 15 | Maurício Gugelmin  | Leyton House-Ilmor | 70                  | + 2 voltas          | 9                   |                     |
| 8       | 20 | Nelson Piquet      | Benetton-Ford      | 70                  | + 2 voltas          | 7                   |                     |
| 9       | 23 | Pierluigi Martini  | Minardi-Ferrari    | 70                  | + 2 voltas          | 12                  |                     |
| 10      | 12 | Johnny Herbert     | Lotus-Judd         | 70                  | + 2 voltas          | 20                  |                     |
| 11      | 26 | Erik Comas         | Ligier-Lamborghini | 70                  | + 2 voltas          | 14                  |                     |
| 12      | 25 | Thierry Boutsen    | Ligier-Lamborghini | 69                  | + 3 voltas          | 16                  |                     |
| Ret     | 19 | Roberto Moreno     | Benetton-Ford      | 63                  | Cansaço físico      | 8                   |                     |
| Ret     | 4  | Stefano Modena     | Tyrrell-Honda      | 57                  | Câmbio              | 11                  |                     |
| Ret     | 14 | Olivier Grouillard | Fondmetal-Ford     | 47                  | Vazamento de óleo   | 21                  |                     |
| Ret     | 29 | Eric Bernard       | Lola-Ford          | 43                  | Transmissão         | 23                  |                     |
| Ret     | 22 | J. J. Lehto        | Dallara-Judd       | 39                  | Pneus               | 26                  |                     |
| Ret     | 8  | Mark Blundell      | Brabham-Yamaha     | 36                  | Rodou               | 17                  |                     |
| Ret     | 30 | Aguri Suzuki       | Lola-Ford          | 32                  | Transmissão         | 22                  |                     |
| Ret     | 9  | Michele Alboreto   | Footwork-Ford      | 31                  | Câmbio              | 25                  |                     |
| Ret     | 7  | Martin Brundle     | Brabham-Yamaha     | 21                  | Câmbio              | 24                  |                     |
| Ret     | 3  | Satoru Nakajima    | Tyrrell-Honda      | 12                  | Rodou               | 18                  |                     |
| Ret     | 24 | Gianni Morbidelli  | Minardi-Ferrari    | 8                   | Colisão             | 10                  |                     |
| Ret     | 16 | Ivan Capelli       | Leyton House-Ilmor | 7                   | Rodou               | 15                  |                     |
| Ret     | 2  | Gerhard Berger     | McLaren-Honda      | 6                   | Motor               | 5                   |                     |
| Ret     | 32 | Bertrand Gachot    | Jordan-Ford        | 0                   | Rodou               | 19                  |                     |
| DNQ     | 11 | Mika Häkkinen      | Lotus-Judd         | Não qualificado     | Não qualificado     | Não qualificado     | Não qualificado     |
| DNQ     | 18 | Fabrizio Barbazza  | AGS-Ford           | Não qualificado     | Não qualificado     | Não qualificado     | Não qualificado     |
| DNQ     | 17 | Gabriele Tarquini  | AGS-Ford           | Não qualificado     | Não qualificado     | Não qualificado     | Não qualificado     |
| DNQ     | 18 | Stefan Johansson   | Footwork-Ford      | Não qualificado     | Não qualificado     | Não qualificado     | Não qualificado     |
| DNPQ    | 21 | Emanuele Pirro     | Dallara-Judd       | Não pré-qualificado | Não pré-qualificado | Não pré-qualificado | Não pré-qualificado |
| DNPQ    | 34 | Nicola Larini      | Lambo-Lamborghini  | Não pré-qualificado | Não pré-qualificado | Não pré-qualificado | Não pré-qualificado |
| DNPQ    | 35 | Eric van de Poele  | Lambo-Lamborghini  | Não pré-qualificado | Não pré-qualificado | Não pré-qualificado | Não pré-qualificado |
| DNPQ    | 31 | Pedro Chaves       | Coloni-Ford        | Não pré-qualificado | Não pré-qualificado | Não pré-qualificado | Não pré-qualificado |
| Fontes: |    |                    |                    |                     |                     |                     |                     |

## Tabela do campeonato após a corrida
| Pos.    | Piloto           | Pontos |
| ------- | ---------------- | ------ |
| 1       | Ayrton Senna     | 48     |
| 2       | Nigel Mansell    | 23     |
| 3       | Riccardo Patrese | 22     |
| 4       | Alain Prost      | 17     |
| 5       | Nelson Piquet    | 16     |
| Fontes: |                  |        |

| Pos.    | Construtor       | Pontos |
| ------- | ---------------- | ------ |
| 1       | McLaren-Honda    | 58     |
| 2       | Williams-Renault | 45     |
| 3       | Ferrari          | 25     |
| 4       | Benetton-Ford    | 21     |
| 5       | Tyrrell-Honda    | 11     |
| Fontes: |                  |        |

- Nota: Somente as primeiras cinco posições estão listadas.